# Camisas Azuis (Irlanda)
A Army Comrades Association (ACA, "Associação dos Camaradas do Exército"), mais tarde a National Guard ("Guarda Nacional"), depois Young Ireland ("Jovem Irlanda") [a] e finalmente League of Youth ("Liga da Juventude"), mas mais conhecida pelo apelido de Blueshirts (em irlandês: Na Léinte Gorma, "Camisas Azuis"), foi uma organização paramilitar no Estado Livre Irlandês, fundada como Army Comrades Association em Dublin em 9 de fevereiro de 1932.  O grupo forneceu proteção física a grupos políticos como Cumann na nGaedheal contra intimidações e ataques do IRA.  Alguns ex-membros lutaram pelos nacionalistas na Guerra Civil Espanhola depois que o grupo foi dissolvido.

## História

### Origens e história inicial
Em fevereiro de 1932, o partido Fianna Fáil foi eleito para liderar o governo do Estado Livre Irlandês. Em 18 de março de 1932, o novo governo suspendeu a Lei de Segurança Pública, levantando a proibição de diversas organizações, incluindo o Exército Republicano Irlandês. Alguns presos políticos do IRA também foram libertados na mesma época. O IRA e muitos prisioneiros libertados iniciaram uma "campanha de hostilidade implacável" contra aqueles associados ao antigo governo Cumann na nGaedheal. Frank Ryan, um dos socialistas mais proeminentes da Irlanda da década de 1930, ativo tanto no Congresso Republicano quanto no IRA, declarou: "enquanto tivermos punhos e botas, não haverá liberdade de expressão para traidores".  Houve muitos casos de intimidação, ataques a pessoas e a interrupção de reuniões políticas do Cumann na nGaedheal nos meses seguintes. Tendo em vista o aumento das atividades do IRA, o comandante do Exército Nacional, Ned Cronin, fundou a Army Comrades Association em Dublin, em 11 de agosto de 1932.  Como o nome sugere, ele foi criado para veteranos do Exército Irlandês, uma sociedade para ex-membros do exército do Estado Livre. A ACA sentiu que a liberdade de expressão estava sendo reprimida e começou a fornecer segurança nos eventos do Cumann na nGaedheal. Isso levou a vários conflitos sérios entre o IRA e a ACA. Em agosto de 1932, Thomas F. O'Higgins tornou-se o líder da ACA. O'Higgins foi acompanhado na organização pelos colegas do Cumann na nGaedhael Ernest Blythe, Patrick McGilligan e Desmond Fitzgerald.  O'Higgins foi escolhido como líder em parte porque seu irmão Kevin O'Higgins, que havia sido Ministro da Justiça Cumann na nGaedheal, foi assassinado pelo IRA em 1927.    Em setembro de 1932, a organização afirmou ter mais de 30.000 membros.  O historiador Mike Cronin acredita que os Blueshirts aumentavam regularmente os seus números e que o número real estava mais próximo dos 8.000 naquela altura.  As mulheres eram chamadas de "Blusas Azuis". 

### Eoin O'Duffy se torna líder

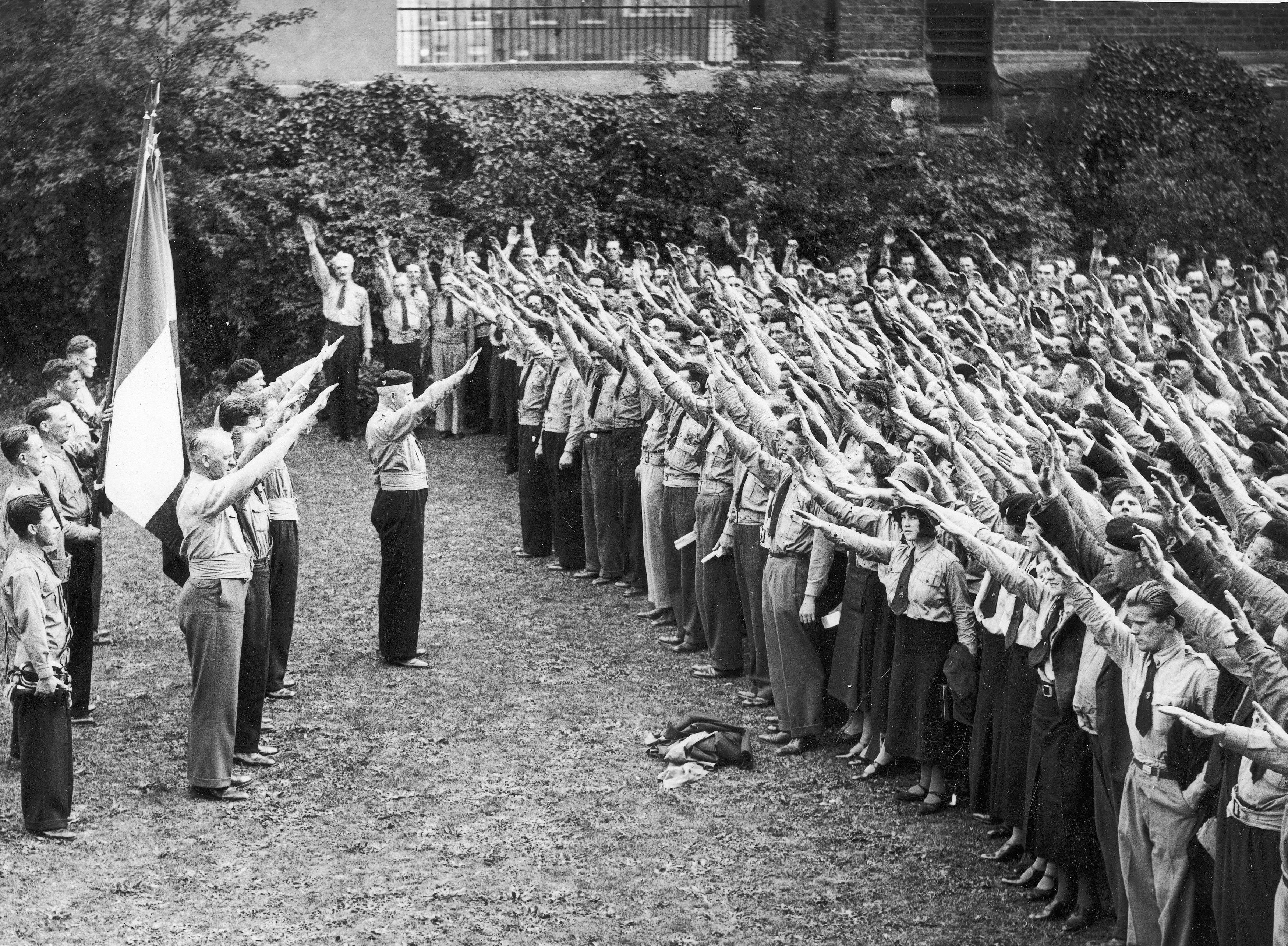
O'Duffy com os Blueshirts (as integrantes femininas eram chamadas de "Blue Blouses").

Em janeiro de 1933, o governo do Fianna Fáil convocou uma eleição surpresa, que o governo venceu confortavelmente. A campanha eleitoral viu uma séria escalada de tumultos entre apoiadores do IRA e do ACA. Em abril de 1933, a ACA começou a usar o característico uniforme de camisa azul. Eoin O'Duffy foi um líder guerrilheiro do IRA na Guerra da Independência da Irlanda, um general do Exército Nacional na Guerra Civil Irlandesa e comissário de polícia da Garda Síochána no Estado Livre Irlandês de 1922 a 1933. Após a reeleição do Fianna Fáil em fevereiro de 1933, o presidente do Conselho Executivo, Éamon de Valera, demitiu O'Duffy do cargo de comissário após saber que O'Duffy havia considerado dar um golpe de estado para removê-lo do poder.  Em julho daquele ano, O'Duffy recebeu e aceitou a liderança da ACA e a renomeou como Guarda Nacional. Ele remodelou a organização, adotando elementos do fascismo europeu, como a saudação romana, o uso de uniformes e grandes comícios. A filiação à nova organização ficou limitada a pessoas que eram irlandesas ou cujos pais "professavam a fé cristã". O'Duffy era um admirador de Benito Mussolini, e os Camisas Azuis adotaramo corporativismo como principal objetivo político. De acordo com a constituição que ele adotou, a organização deveria ter os seguintes objetivos: 
- Promover a reunificação da Irlanda.
- Opor-se ao comunismo e ao controle e influência estrangeiros nos assuntos nacionais e defender os princípios cristãos em todas as esferas da atividade pública.
- Promover e manter a ordem social.
- Tornar o serviço público voluntário organizado e disciplinado uma característica permanente e aceita de nossa vida política e liderar a juventude da Irlanda em um movimento de ação nacional construtiva.
- Promover a formação de organizações nacionais coordenadas de empregadores e empregados, que, com o auxílio de tribunais judiciais, efetivamente impeçam greves e lock-outs e componham harmoniosamente as influências industriais.
- Cooperar com as agências oficiais do estado para a solução de problemas sociais urgentes, como a provisão de empregos públicos úteis e econômicos para aqueles que a iniciativa privada não pode absorver.
- Garantir a criação de uma organização estatutária nacional representativa de agricultores, com direitos e status suficientes para garantir a salvaguarda dos interesses agrícolas, em todas as revisões da política agrícola e política.
- Expor e prevenir a corrupção e a vitimização na administração nacional e local.
- Despertar em todo o país um espírito de união, disciplina, zelo e realismo patriótico que colocará o estado em condições de servir o povo com eficiência nas esferas econômica e social.

### mar a sobre Dublin
A Guarda Nacional planejou realizar um desfile em Dublin em agosto de 1933. O desfile seguiria para o Cemitério Glasnevin, parando brevemente no gramado de Leinster, em frente ao parlamento irlandês, onde seriam realizados discursos. O objetivo do desfile era homenagear os líderes irlandeses Arthur Griffith, Michael Collins e Kevin O'Higgins. Está claro que o IRA e outros grupos marginais representando vários socialistas pretendiam confrontar os Blueshirts se eles mar assem em Dublin.
Em 22 de agosto de 1933, o governo do Fianna Fáil, lembrando-se da mar a sobre Roma de Mussolini e temendo um golpe de estado, invocou o artigo 2A da constituição e proibiu o desfile.  Décadas depois, de Valera disse aos políticos do Fianna Fáil que, no final do verão de 1933, não tinha certeza se o Exército Irlandês obedeceria às suas ordens de suprimir a ameaça percebida, ou se os soldados apoiariam os Camisas Azuis (que incluíam muitos ex-soldados). O'Duffy aceitou a proibição e insistiu que estava comprometido em cumprir a lei. Em vez disso, vários desfiles provinciais foram realizados para comemorar as mortes de Griffith, O'Higgins e Collins. De Valera viu este movimento como um desafio à sua proibição, e os Blueshirts foram declarados uma organização ilegal. 

### Fusão com o Cumann na nGaedhael e o Partido Nacional do Centro para formar o Fine Gael

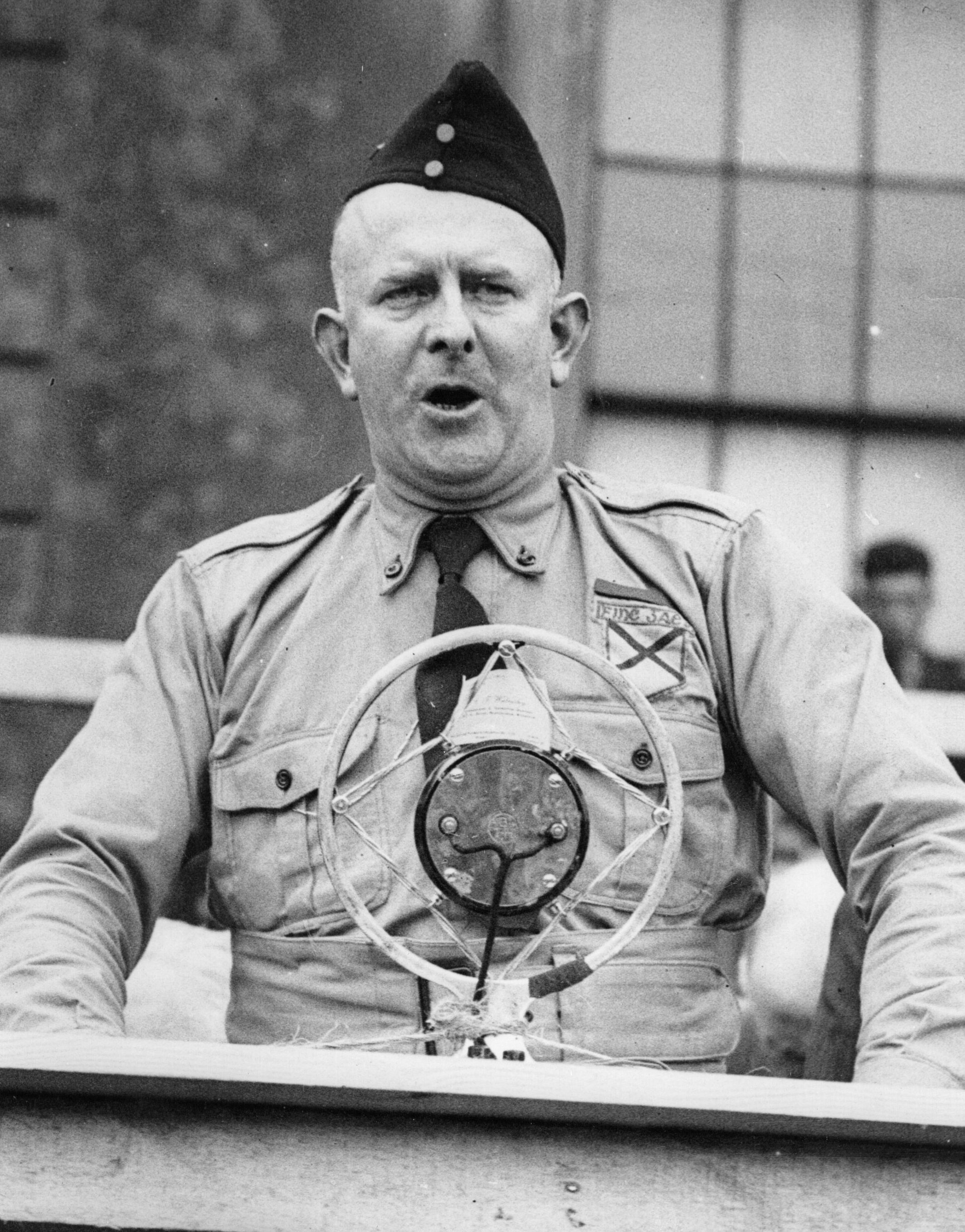
Eoin O'Duffy discursando em um comício em 1934

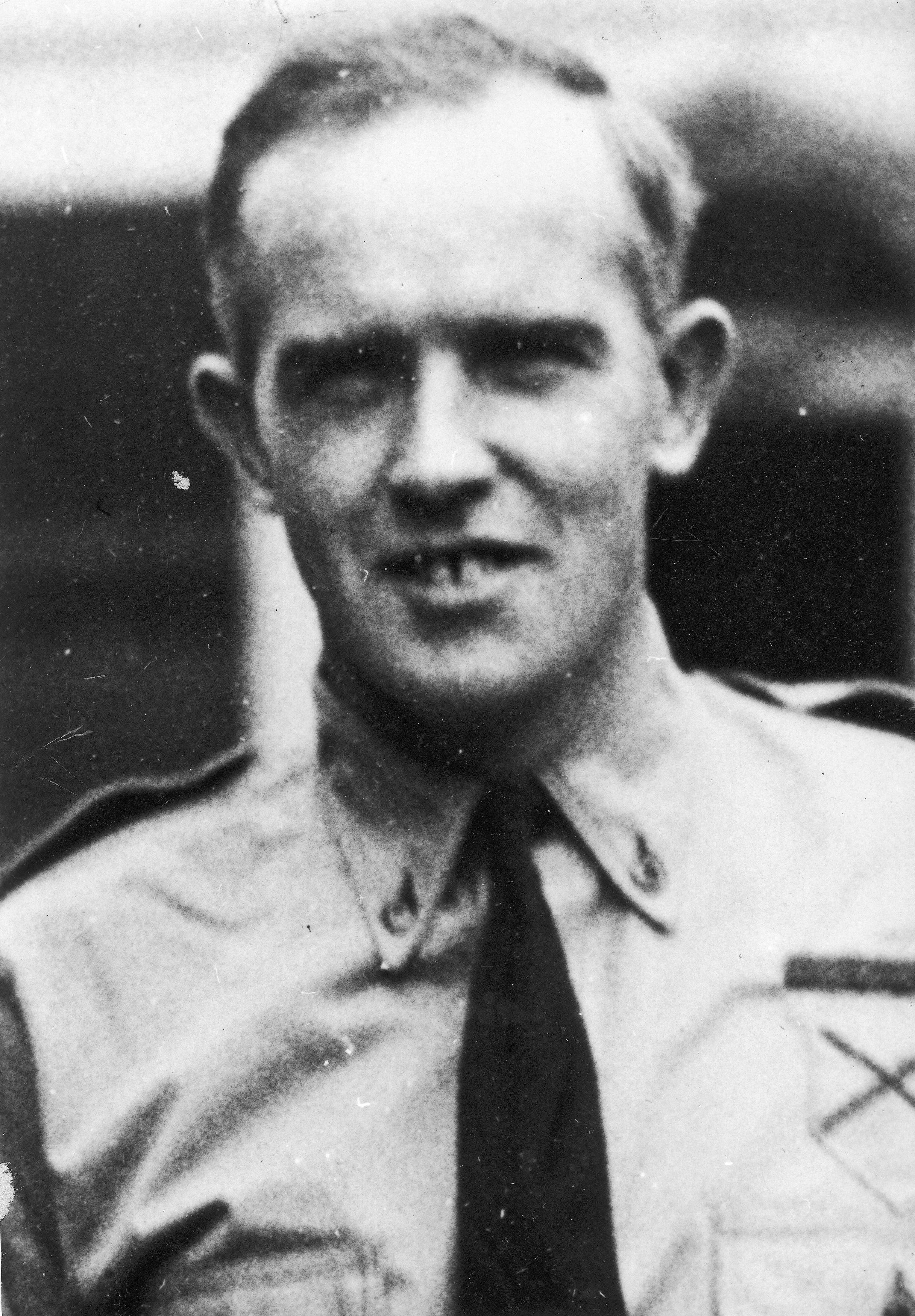
Ned Cronin estava com os Blueshirts desde o início, antes de O'Duffy chegar. Após a tentativa frustrada de O'Duffy de controlar o Fine Gael, os Blueshirts se dividiram em facções pró-O'Duffy e pró-Cronin. A facção de Cronin permaneceu em Fine Gael enquanto a de O'Duffy partiu

Em resposta à proibição da Guarda Nacional, o Cumann na nGaedheal e o Partido do Centro Nacional se fundiram para formar um novo partido, o Fine Gael, em 3 de setembro de 1933. O'Duffy se tornou seu primeiro presidente, com W. T. Cosgrave e James Dillon atuando como vice-presidentes. O'Duffy foi escolhido como líder em vez de Cosgrave e MacDermot para evitar a ideia de que o Fine Gael seria simplesmente uma continuação de Cumann na nGaedhael.  A Guarda Nacional mudou seu nome para Associação Jovem Irlanda e se tornou parte de uma ala jovem do partido. O objetivo declarado do novo partido era criar uma Irlanda unida dentro da Commonwealth, embora seu programa não fizesse nenhuma menção a um estado corporativista.  Na verdade, o nome original considerado para o partido era "The United Ireland Party" até que Fine Gael foi escolhido.  O líder do Partido Trabalhista, William Norton, não ficou impressionado; ele presumiu que a nova entidade era "uma tentativa de colocar vinho velho em garrafas novas".  Seán Lemass rejeitou esta aliança tripla como "a aliança aleijada". 
Em março de 1934, o Ministro da Justiça P. J. Ruttledge do Fianna Fáil apresentou um Projeto de Lei de Uso de Uniformes (Restrição) que buscava especificamente proibir uniformes políticos na vida pública irlandesa. Distintivos, estandartes e títulos militares considerados contrários à paz pública também seriam proibidos. Ruttledge disse diretamente que parte do objetivo era acabar com os Blueshirts, embora tenha dito que na prática isso se aplicaria a todas as partes do espectro político. No entanto, após debates acirrados no Dáil, o projeto de lei foi rejeitado no Seanad por 30 votos a 18. 
As eleições locais de 1934, em junho de 1934, foram um teste de força para o novo Fine Gael e o governo do Fianna Fáil. Quando o Fine Gael venceu apenas seis das 23 eleições locais, O'Duffy perdeu grande parte da sua autoridade e prestígio.  Os Blueshirts atingiram o auge em meados de 1934 e rapidamente começaram a desintegrar-se.  Vários incidentes anti-establishment foram atribuídos aos Blueshirts durante 1934, incluindo sua campanha contra o pagamento de anuidades de terras.  Os Blueshirts começaram a debater-se com a difícil situação dos agricultores na Guerra Econômica, uma vez que não conseguiram encontrar uma solução.  Em resposta a isso, O'Duffy começou a intensificar sua retórica extremista. No entanto, isso levou elementos do Fine Gael, como Ernest Blythe, Michael Tierney e Desmond FitzGerald, a começarem a trabalhar para remover O'Duffy do poder.
Após desentendimentos com seus colegas do Fine Gael, O'Duffy deixou o partido em setembro de 1934, embora a maioria dos Blueshirts tenha permanecido no Fine Gael. Após a ascensão de O'Duffy à liderança do Fine Gael, o controle dos Blueshirts foi deixado para o fundador original dos Blueshirts, Ned Cronin. Quando O'Duffy deixou o Fine Gael, ele tentou retomar essa posição, no entanto, Cronin resistiu, resultando na divisão dos Blueshirts em facções pró-O'Duffy e pró-Cronin. Cronin e sua facção desejavam permanecer em Fine Gael enquanto a facção de O'Duffy a abandonava completamente. A facção de Cronin parecia ter sido a maioria dos membros. 
Em dezembro de 1934, O'Duffy participou da conferência fascista de Montreux, na Suíça. Ele então fundou o Partido Corporativo Nacional e, mais tarde, criou uma Brigada Irlandesa que ficou do lado do General Francisco Franco na Guerra Civil Espanhola, com resultados desastrosos.  Enquanto isso, o Fine Gael foi trazido de volta à liderança de WT Cosgrove, que anteriormente liderou o Cumann na nGaedhael. Agora atuando como vice-líder estava James Dillon, ex-membro do Partido do Centro Nacional, que ajudou a reforçar as visões pró-democráticas no partido. Dillon foi um defensor ferrenho da democracia liberal  que, anos mais tarde, denunciou o nazismo como "o próprio diabo com a eficiência do século XX" .  Ele renunciou ao Fine Gael em 1942 devido à sua crença de que a Irlanda deveria quebrar a neutralidade e se juntar aos Aliados para lutar contra Hitler.  Mais tarde, ele voltou a se juntar ao partido e se tornou seu líder, sucedendo Richard Mulcahy.

## Legado
Como regra, o moderno partido Fine Gael evita veementemente referir-se aos Blueshirts como tendo feito parte da fundação do partido, embora esteja feliz em reconhecer a linhagem de Cumann na nGaedhael e do Partido do Centro Nacional, bem como traçar uma linhagem de volta a Michael Collins.  Acima de tudo, Eoin O'Duffy nunca é reconhecido como seu primeiro líder; em vez disso, W. T. Cosgrave recebe o título. No entanto, "Blueshirt" continua a ser usado como um pejorativo para os membros do Fine Gael até hoje.   

### Debate sobre o fascismo

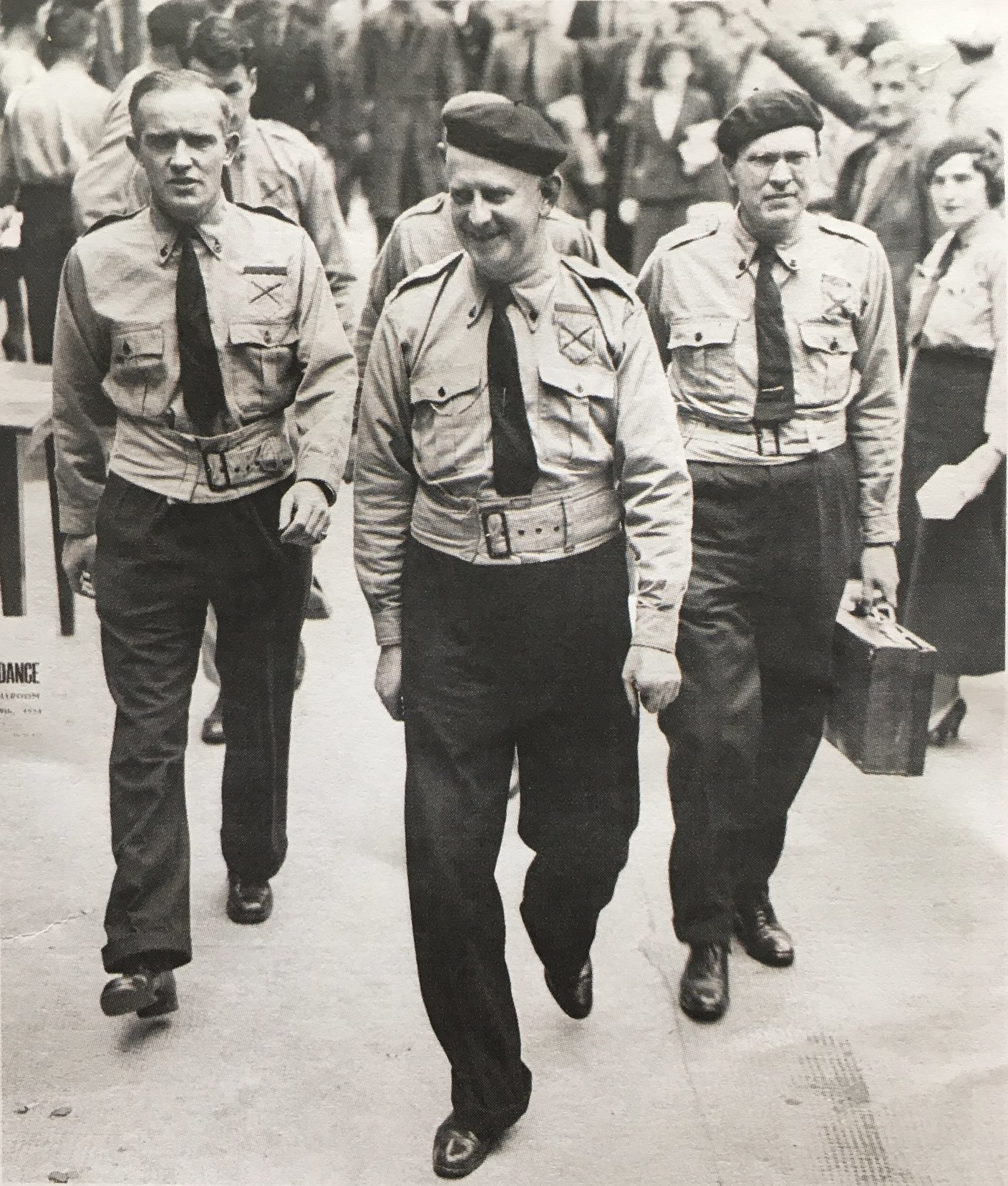
Todos vestidos com trajes de camisa azul, Ned Cronin (à esquerda) e Eoin O'Duffy (ao centro) ladeiam Ernest Blythe à direita, nesta fotografia de c. 1934.

Um debate considerável tem sido realizado na sociedade irlandesa ao longo de muitas décadas sobre se é ou não correto descrever os Blueshirts como fascistas.  
Stanley G. Payne argumentou que os Blueshirts "nunca foram realmente uma organização fascista".  Maurice Manning também não os considerava fascistas, com a sua mistura de conservadorismo patriótico, actividades de milícia e corporativismo a equivaler "a nada mais do que uma espécie de Croix-de-Feu celta",  e que, em última análise, os Blueshirts "tinham muito da aparência, mas pouco da substância do fascismo".  Os historiadores estão divididos sobre até que ponto os Camisas Azuis seguiram a liderança de Mussolini e dos seus muitos imitadores naquela época.   Alguns dos Camisas Azuis mais tarde foram lutar ao lado de Francisco Franco na Guerra Civil Espanhola por causa de seu anticomunismo. Eles imitaram alguns aspectos do movimento de Mussolini, como o uniforme de camisa colorida, a saudação romana e a mar a sobre Roma; no entanto, o historiador RM Douglas opinou que é incorreto retratá-los como uma "manifestação irlandesa do fascismo". 
Mike Cronin, um acadêmico especializado em história política e cultural irlandesa, também conclui que os Camisas Azuis "sem dúvida possuíam certos traços fascistas, mas não eram fascistas no sentido alemão ou italiano". Em vez disso, Cronin sugere que o termo "parafascistas" é mais apropriado, indicando que, embora eles tenham assumido a aparência externa do fascismo, eles não se comprometeram com os elementos mais radicais. Cronin afirma que, embora certos membros dos Blueshirts tivessem visões fascistas, eles foram efetivamente "abafados" pelo número de membros tradicionalmente conservadores, principalmente após a fusão com o Fine Gael. No entanto, Cronin também observa que o potencial dos Blueshirts para o fascismo declarado também não deve ser descartado. 
Fearghal McGarry, da Queen's University Belfast, sugeriu que, embora O'Duffy possa ser considerado um fascista genuíno, apesar de seu papel como líder, ele não era representativo da maior parte dos membros dos camisas azuis, e que o grau em que os camisas azuis deveriam ser considerados fascistas foi superestimado pelos republicanos irlandeses para reforçar suas credenciais antifascistas durante o período entre guerras. McGarry disse que o perigo dos Camisas Azuis não era transformar a Irlanda na Itália fascista, mas na ditadura portuguesa que existia sob Salazar na época. 
Paul Bew também argumentou contra o termo fascista aplicado aos Blueshirts, rotulando-os como "conservadores rurais raivosos" envolvidos no populismo, com as opiniões do membro médio mais próximas das do Partido Parlamentar Irlandês ou da Liga da Terra Irlandesa do que do fascismo italiano.   Na mesma linha, Alvin Jackson afirmou que, embora alguns dos líderes de Cumann na nGaedheal "flertassem com o paramilitarismo e as armadilhas do fascismo", na sua opinião "a predileção de O'Duffy pela retórica escandalosa e pelos uniformes elaborados era mais o'connellista do que hitlerista".   O historiador J. J. Lee observou que "o fascismo era intelectualmente muito exigente para a maioria dos Blueshirts".  O historiador marxista John Newsinger contesta um pouco esta linha de pensamento ao concordar que a base dos Blueshirts não era ideologicamente fascista, mas enquanto a liderança o fosse, as consequências da chegada dos Blueshirts ao poder teriam sido uma ditadura de partido único. 
Michael O'Riordan, um antifascista irlandês que lutou na Guerra Civil Espanhola e liderou o Partido Comunista da Irlanda por muitas décadas, disse sobre os ex-camisas azuis que mais tarde se voluntariaram para lutar na Espanha: "Eu nunca os considerei fascistas. Eles se viam envolvidos em uma cruzada cristã contra o 'comunismo sem Deus' na Espanha; na pior das hipóteses, eles eram tolos." 
Após a saída de O'Duffy do Fine Gael, a maior parte do partido retornou ao conservadorismo "tradicional" sob a liderança de WT Cosgrove e James Dillon. No entanto, isso não era verdade para todos os membros. Ernest Blythe, o ministro Cumann na nGaedhael que foi um membro entusiasmado dos Blueshirts e apoiou fortemente sua gravitação em direção ao corporativismo, continuou a apoiar causas fascistas na Irlanda muitos anos após o fim dos Blueshirts. Blythe se aposentou da vida pública em 1936, após a extinção do Senado, mas continuou a se envolver na política. Durante a década de 1940, ele apoiou e ajudou o abertamente fascista Ailtirí na hAiséirghe.  Blythe assessorou o líder de Ailtirí na hAiséirghe, Gearóid Ó Cuinneagáin, na elaboração da constituição do partido, deu-lhe apoio em seu jornal The Leader, além de fazer contribuições financeiras para o partido.  Durante a década de 1940, as atividades de Blythe alarmaram a agência secreta de inteligência da Irlanda, G2, cujos arquivos de inteligência se referiam a ele como um potencial "Quisling irlandês" e "100% nazista". 
Alguns comentadores sugeriram que, em vez de ver o conflito entre os Blueshirts e o IRA através do prisma do fascismo versus antifascismo, na realidade, o conflito deveria ser visto mais como uma repetição política da Guerra Civil Irlandesa que começou no contexto da entrada do Fianna Fáil no governo pela primeira vez. 